# 裸腹蚤科
裸腹蚤科（学名：Moinidae）为双甲目的一个科。

## 下级分类
本科包括以下属：
- Micromoina Dumont, Rietzler & Kalapothakis, 2013
- 裸腹蚤属 Moina Baird, 1850
- Moinodaphnia Herrick, 1887